# 何卿桂
何卿桂（？—），女，中华人民共和国政治人物，曾任四川省妇女联合会主席，中华全国妇女联合会常务委员，第八届全国人大代表。